# Sanga (langue)
Pour les articles homonymes, voir Sanga.
Le sanga, aussi appelé kisanga, luba-sanga ou kiluba-sanga, est une langue bantoue du groupe des langues luba, proche du luba-katanga. Elle est parlée principalement dans au nord et au nord-ouest de Likasi.

## Dialectes
L’Atlas linguistique d'Afrique centrale dénombre les variantes ou dialectes suivants :
- kinazovu ;
- kinange ;
- kinabowa ;
- kitèmbùji ;
- kinalwendela ;
- kinakasaka ;
- kinambèjì ;
- kinatèmbù ;
- kiyanga.

### Sources
- Atlas linguistique de l’Afrique centrale, Situation linguistique en Afrique centrale, inventaire préliminaire, Le Zaïre, Agence do coopération culturelle et technique (ACCT) et CERDOTALA, 1983
- J.M. Jenniges, Traité de kiluba-sanga, tel qu’il est parlé au secteur du Haut-Luapula (Katanga) et régions limitrophes, État indépendant du Congo, 1908 (lire en ligne)